# 3OH!3 (album)
3OH!3 to debiutancki album amerykańskiego zespołu 3OH!3. Album nigdy nie ujrzał światła dziennego. Nieoficjalnymi singlami są "Chokechain" and "Holler Til You Pass Out".

## Lista piosenek
1. "Holler Til You Pass Out" – 3:34
2. "Electroshock" – 3:01
3. "Neatfreak47" – 2:09
4. "Dance With Me" – 2:16
5. "Don't Dance" – 3:16
6. "Say'dem Up" – 3:06
7. "Dragon Backpack" – 2:08
8. "Hott" – 3:03
9. "Chokechain" – 3:32
10. "I'm Not Comin' To Your Party Girl" – 4:11
11. "Hornz" – 3:25